# Хаффман, Джон
Джо́н Ха́ффман (англ. John William Huffman) — профессор кафедры химии Клемсонского университета штата Южная Каролина, США.

## Карьера
- В 1954 году стал Бакалавром наук в Северо-западном Университете штата Иллинойс.
- В 1957 году получил степень Магистра и Доктора Наук в Гарвардском Университете.
- В 1957—1960 годах работал в Технологическом Университете Джорджии
- В 1960 году перешёл работать в Клемсонский Университет в качестве доцента

## Научная деятельность
Основной акцент исследовательской группы доктора Хаффмана ставится на синтез аналогов и метаболитов Δ9-тетрагидроканнабинола (ТГК), основного активного компонента марихуаны. Долгосрочные цели данных исследований двояки и, с одной стороны, включают в себя возможность создания новых фармацевтических продуктов, с другой — происходит изучение геометрии каннабиноидов мозга (CB1) и периферийных (CB2) рецепторов. Каннабиноидные рецепторы находятся в мозге млекопитающих и тканей селезёнки, однако, детали структуры активных центров в настоящее время неизвестны. Аналоги и метаболиты марихуаны перспективны для лечения тошноты, глаукомы и для стимулирования аппетита. Разработанные и запатентованные формулы Хаффмана маркируются его инициалами — JWH.

### Использование разработок Хаффмана не по назначению
Некоторые химические вещества, например, JWH-018 используют для приготовления курительных смесей Spice, и запрещены законодательством во многих странах, включая Россию.